# دیوید هیگ
دیوید هِیگ (انگلیسی: David Haig؛ زادهٔ ۲۰ سپتامبر ۱۹۵۵) هنرپیشه اهل بریتانیا است. وی از سال ۱۹۷۸ میلادی تاکنون مشغول فعالیت بوده‌است.
از فیلم‌ها یا برنامه‌های تلویزیونی که وی در آن نقش داشته است، می‌توان به آگهی دوهفته و افسانه‌های واهی اشاره کرد.